# George Chandler

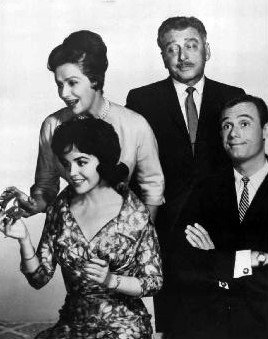
Reparto de Ichabod and Me. Arriba, Reta Shaw y George Chandler. Abajo, Christine White y Robert Sterling

George Chandler (30 de junio de 1898 - 10 de junio de 1985) fue un actor cinematográfico y televisivo de nacionalidad estadounidense, conocido principalmente por interpretar al "Tío Petrie Martin" en la serie televisiva de la CBS Lassie.

## Biografía
Nacido en Waukegan, Illinois, Chandler sirvió en el Ejército de los Estados Unidos durante la Primera Guerra Mundial.
Chandler también destacó por actuar en seis ocasiones en la serie western interpretada por Bill Williams The Adventures of Kit Carson (1951–1955), en concreto en los episodios "Law of Boot Hill", "Lost Treasure of the Panamints", "Trails Westward", "The Wrong Man", "Trail to Bordertown", y "Gunsmoke Justice". Otra serie en la que trabajó como invitado fue la protagonizada por Reed Hadley para la CBS  The Public Defender. Chandler fue Ames en el episodio "King of the Dakotas", dentro de la serie de antología western de 1955, producida por la NBC, Frontier. 
En 1954-1955 participó en dos episodios de la sitcom de la NBC It's a Great Life. Igualmente, actuó en 1956 en una entrega de la serie western de la NBC Fury, "Joey and the Stranger". Al siguiente año fue elegido para encarnar a Clay Hunnicutt en "The Giveaway", un episodio de la serie de Jackie Cooper para la NBC The People's Choice.
Chandler fue en 1958 Cleveland McMasters, actuando junto a Marjorie Main, en "The Cassie Tanner Story", un capítulo del show de NBC Wagon Train. En la temporada televisiva 1960-1961 trabajó en un capítulo de la sitcom de Frank Aletter para la CBS Bringing Up Buddy. En la temporada del año siguiente, Chandler actuó junto a Robert Sterling, Reta Shaw, Jimmy Hawkins, Burt Mustin, y Christine White en otra sitcom de la CBS, Ichabod and Me.
George Chandler falleció en Panorama City, Los Ángeles (California), en 1985, a causa de un cáncer. Tenía 86 años de edad. Fue enterrado en el Cementerio Forest Lawn Memorial Park, en Glendale (California).

## Selección de su filmografía
- The Light of Western Stars (1930)
- Crashing Hollywood (1931)
- The Lure of Hollywood (1931)
- Up Pops the Duke (1931)
- Me and My Gal (1932)
- The Fatal Glass of Beer (1933)
- Hi, Nellie! (1934)
- Furia (1936)
- Libeled Lady (1936)
- Nancy Steele Is Missing! (1937)
- Second Fiddle (1939)
- Arizona (1940)
- The Captain from Köpenick (1941)
- Obliging Young Lady (1942)
- Roxie Hart (1942)
- The Glass Alibi (1946)
- Dead Reckoning (1947)
- Pretty Baby (1950)
- Caravana de mujeres (1951)
- Across the Wide Missouri (1951)
- El fabuloso Andersen (1952)
- Island in the Sky (1953)
- The High and the Mighty (1954)
- Apache Ambush (1955)
- Dead Ringer (1964)
- The Ghost and Mr. Chicken (1966)
- Buckskin (1968)
- Capone (1975)
- Brother, Can You Spare a Dime? (1975)
- Every Which Way but Loose (1978)